# Unna och Nuuk
Unna och Nuuk (finska: Unna ja Nuuk) är en finsk familjefilm som hade premiär den 20 januari 2006. Saara Cantelli regisserar efter ett manus av Joona Tena och Sami Keski-Vähälä. Händelserna i filmen utspelar sig delvis i antiken där det talas en anpassad fornfinska. I filmen talas också modern finska och fornskandinaviska.
Filmen är Cantellis första långfilm och spelades in av Mandart Entertainment med en budget på cirka en och en halv miljon euro. Filmen visades på filmfestivalen i Berlin i februari 2006.

## Handling
Filmen utspelar sig i den kamkeramiska stenåldern, för 4500 år sedan, det vill säga 2300 f.v.t. Den 11-åriga stadstjejen Unnas älskade farfar får ett anfall. Efter att ha hört att hon tillhör en familj av helare, reser Unna till det förflutna med hjälp av en magisk trumma för att hitta läkande örter för sin farfars hjärtsjukdomar. På stenålderns tid blir Unna vän med skogspojken Nuuk och upptäcker rötterna till sin familj.

## Rollista
| Rosa Salomaa      | – Unna          |
| Toni Leppe        | – Nuuk          |
| Esko Salminen     | – morfar        |
| Meri Nenonen      | – Unnas mamma   |
| Tommi Korpela     | – Nuuks pappa   |
| Annina Rokka      | – Nuuks mamma   |
| Jenni Banerjee    | – Lumik         |
| Kristo Salminen   | – Tarkkanuoli   |
| Kristiina Halkola | – mormor        |
| Robert Kock       | – Isokäsi       |
| Ville Myllyrinne  | – Paksukaula    |
| Sesa Lehto        | – Peurannopea   |
| Frank Skog        | – Pitkäselkä    |
| Niklas Åkerfelt   | – Salamanlyömä  |
| Tommi Raitolehto  | – Torahammas    |
| Taisto Reimaluoto | – Rehoturkki    |
| Irma Junnilainen  | – sjuksköterska |
| Elin Petersdóttir | – Kaunishohto   |
| Mikko Kouki       | – taxichaufför  |

### Svensk version
I den svenska versionen endast dubbades de finska replikerna till svenska medan replikerna på fornfinska och fornskandinaviska textades.
- Tom Wentzel – morfar[3]

## Utmärkelser och nomineringar
Filmen vann Jussi för bästa ljuddesign 2007. Dessutom nominerades filmen till ytterligare en Jussi för bästa manus och bästa musik samma år. Filmen fick andra plats i kategorin barnfilmer på den italienska filmfestivalen i Giffone.